# Герб на прибалтийските области
Гербът на прибалтийските области се състои от 4 по-малки щита:
- Естландски герб: на златно поле са изобразени три сини лъва;
- Лифландски герб: на червено поле е изобразен сребърен грифон, обърнат на дясна хералдическа страна. В дясната си ръка държи сребърен меч, а на гърдите му е изписано името на императора;
- Курландски и Семигалски герб: щитът е разделен на 4 части. В първата и четвъртата е изобразен Курландският герб: на сребърно поле червен лъв с червена корона; във втората и третата част – Семигалският герб: на лазурно поле вървящ сребърен елен, с 6 разклонения на рогата, увенчани с херцогска корона;
- Карелски герб: на червено поле 2 повдигнати една към друга ръце, в сребърни доспехи, държащи сребърни мечове, а над тях – златна корона.